# Arqueología submarina en el golfo de Khambhat
La arqueología submarina en el Golfo de Khambhat - antes conocido como Golfo de Cambay - centra su atención en los hallazgos encontrados en diciembre de 2000 por el Instituto Nacional de Tecnología Oceánica (NIOT) de la India. El NIOT se topó con cursos de ríos antiguos en el mar. Los científicos involucrados los interpretaron como la prolongación de los principales ríos actuales de la zona. En un sondeo marino similar, en un buque de investigación costera durante los años 1999-2000, cuando el Dr. S. Badrinaryan era científico jefe, fueron halladas varias estructuras inusuales en imágenes de sonar de barrido lateral. Estas tenían características cuadrangulares y rectangulares en forma geométricamente dispuesta, las cuales no se esperaban encontrar por los científicos en el entorno marino. En lo que refiere a los científicos involucrados es improbable que tales características se dieran por procesos geológicos marinos naturales. Esto hizo a los científicos sospechar que la mano del hombre debía estar implicada en este caso. En los años siguientes se sucedieron sondeos y dos cursos antiguos de ríos previos fueron descubiertos en medio del área de Khambhat, a una profundidad de 20 a 40 metros bajo el agua, a una distancia aproximada de 20 km de la costa actual.

## Descubrimiento inicial

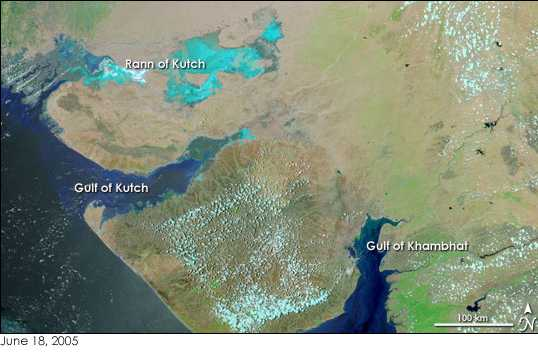
A la derecha el Golfo de Khambhat. Imagen del Observatorio de la Tierra de la NASA

El 19 de mayo de 2001, el ministro para el Desarrollo de los Recursos Humanos de la India, departamento de Ciencia y Tecnología, Murli Manohar Joshi, anunció que las ruinas de una antigua civilización habían sido descubiertas cerca de la costa de Guyarat, en el Golfo de Khambat. El lugar fue descubierto por el NIOT mientras realizaban unos estudios rutinarios de contaminación mediante sonar, y fue descrito como una zona con estructuras geométricas regularmente separadas. Está localizado a 20 km de la costa de Guyarat, abarca 9 km, y puede encontrarse a una profundidad de 30-40 metros. En su declaración, Joshi ilustró el yacimiento como un asentamiento urbano que precedía a la cultura del valle del Indo. Descripciones más extensas del lugar por Joshi ilustran que albergaría viviendas espaciadas de manera regular, un granero, un baño, una ciudadela, y un sistema de drenado. Sin embargo, más tarde fue anunciado el 22 de mayo que el descubrimiento no había sido datado y que el hallazgo (por ejemplo, los grandes baños) se asemejaba a la civilización Harappa que data hace 4.000 años. Además el puerto de la civilización del Indo de Lothal está emplazado en la cabecera del Golfo de Khambat.

## Excavaciones posteriores
El NIOT dirigió en noviembre de 2001 una investigación posterior, que incluyó un dragado para recuperar objetos y barridos de sonar para detectar estructuras. Entre los utensilios recuperados estaban una pieza de madera, esquirlas de cerámica, piedras erosionadas inicialmente descritas como herramientas manuales, huesos fosilizados, y un diente. Los objetos fueron enviados al Instituto Nacional de Investigación Geofísica (NGRI) en Hyderabad, India, al Instituto Birbal Sahni de Paleobotánica (BSIP) en Lucknow, India, y al Laboratorio de Investigación Física en Ahmedabad, India. El fragmento de madera fue datado mediante carbono en 9.500 años de antigüedad.
El NIOT regresó al Golfo para proseguir con la investigación entre octubre de 2002 y enero de 2003. Durante estas excavaciones el NIOT informó del descubrimiento de dos cursos antiguos de ríos flanqueados por rasgos que se asemejaban a un basamento cuadrado y rectangular. Los artefactos que se recuperaron por medio de dragado incluían esquirlas de cerámica, microlitos, restos de bajareque y restos de hogares de leña. Dichos objetos fueron enviados para su datación a los laboratorios de la Universidad de Manipur y a la Universidad de Oxford. Los restos de bajareque están compuestos por arcilla local, junco, cáscaras de cereales, piezas de cerámica y fragmentos de ostras de agua dulce. Los restos de bajareque también muestran evidencias de quemado parcial.
El trabajo más reciente en el Golfo de Khambat tuvo lugar entre octubre de 2003 y enero de 2004 y fue principalmente un estudio geológico. Las técnicas usadas durante esa investigación incluyeron estudios de batimetría, perfilado de sub-fondo, escaneado con sonar de barrido lateral y mediciones magnéticas. Uno de los hallazgos principales de esta investigación radica en la orientación de las ondas de arena del lugar. Los investigadores del NIOT afirman que hay dos conjuntos de ondas visibles en el yacimiento; un conjunto es un rasgo natural formado por las corrientes de las mareas, mientras que aseveran que el otro conjunto se ha formado en relación con características estructurales subyacentes.

## Controversias

### Dataciones de carbono
Una de las principales controversias que envuelven al Complejo Cultural del Golfo de Khambat (GKCC) es la pieza datada de madera. El doctor D.P. Agrawal, presidente del Grupo Paleoclimático y pionero del estudio con Carbono 14 en la India afirmó en un artículo en la revista Frontline que la pieza fue datada dos veces, en laboratorios diferentes. El NGRI en Hyderabad proporcionó la fecha de 7.190 a. C. y el BSIP la estableció en 7.545-7.490 a. C. Algunos arqueólogos, en particular Agrawal, advierten que el descubrimiento de una pieza de madera no implica el descubrimiento de una civilización antigua. Agrawal sostiene que la pieza de madera es un hallazgo común, dado que hace 20.000 años el Mar arábigo se encontraba 100 metros por debajo de su nivel actual, y que el incremento gradual del nivel del mar sumergió bosques enteros.

### Objetos
Otro asunto controvertido son los artefactos extraídos del lugar durante las diferentes excavaciones. Está en debate el hecho de que muchas de las piezas que han sido identificadas por los investigadores del NIOT sean realmente mano del hombre. En su lugar se refuta su naturaleza artificial y se sostiene que son piedras de origen natural.
Los investigadores toman los hallazgos de trozos de cerámica como indicativo de tradiciones artesanales y de cerámica de torno. Las esquirlas presentadas tienen aros simples con pequeñas líneas incisas. Todos los fragmentos de cerámica encontrados hasta el momento son pequeños o esquirlas en miniatura. Parte de la controversia es que algunas de las "esquirlas" son elementos naturales y otras carecen de cualquier conexión, tanto con las piezas datadas de madera, como con las pretendidas "ruinas" encontradas por los investigadores del NIOT. Además, su pequeño tamaño también lanza la posibilidad de que las esquirlas auténticas hubiesen sido transportadas desde cualquier lugar por medio de fuertes corrientes de mareas locales. Pero si la cerámica es auténtica, los investigadores dicen que debería mostrar algunas similitudes con la cerámica Harappa, que es típicamente negra y roja y estampada con marcas. Basada en la presente colección de cerámica, no es evidente una continuidad de estilo de la civilización Harappa. El pequeño tamaño de la colección de objetos hace difícil analizar la cerámica de manera concluyente.

### Geografía
El Golfo de Khambat se formó a partir de una gran fosa que llevó a la región de Khambat a deslizarse hacia abajo. El área tectónica es muy activa hoy en día, y algunas fallas pueden encontrarse en el golfo. También se dan en este lugar terremotos periódicos. Este hecho conocido ha conducido a algunos arqueólogos a afirmar que el yacimiento no es un contexto lo suficientemente seguro como para que se pueda datar de manera fiable. Dada la actividad tectónica y las fuertes corrientes, estos arqueólogos sostienen que no existe suficiente estratificación para asegurar que los objetos recuperados pueden asociarse con el yacimiento.

### Métodos de toma de muestras
Han aparecido quejas dado que el NIOT extrajo los artefactos dragando el suelo marino del yacimiento. Este método quizás pueda permitir que objetos errantes sean recogidos junto a aquellos que realmente se vinculan con el lugar. Analizar la estratificación mediante este método se hace también virtualmente imposible.